# Leopold Mitrofànov
Leopold Adàmovitx Mitrofànov (Leningrad, 2 de juliol de 1932 – 26 de novembre de 1992) va ser un compositor d'escacs rus, a més de Mestre Internacional (títol aconseguit el 1980) i de Jutge Internacional de Composicions d'Escacs (aconseguit el 1971). De professió va ser enginyer químic.

## Compositor d'estudis d'escacs
Començant en els anys 1950, va publicar més de 300 estudis, 40 dels quals van ser guardonats amb primers premis. Entre 1955 i 1992 va participar en les finals de vuit campionats de la URSS de composició d'escacs. En competicions de la FIDE Mitrofànov i V. Korolkov van ser guardonats conjuntament amb tres medalles d'or. Mitrofànov va compondre també alguns estudis amb el Gran Mestre Aleksandr Beliavski.

### Estudi destacat
L'estudi més famós de Mitrofànov va ser guardonat pels jutges amb el primer premi, entre 250, en el torneig Rustaveli de 1967, que incloïa l'antic campió mundial Mikhaïl Tal. El seu informe deia, "No s'assembla als altres i va més enllà que la resta dels estudis."
El compositor Alexander Herbstmann, un altre dels jutges, va dir, "Immediatament després del primer cop d'ull, l'obra mestra de Mitrofànov creava una tremenda impressió per la intensitat i la novetat de la idea. El rànquing dels altres estudis va ser designat per nosaltres començant amb la segona plaça."
Desafortunadament, l'estudi original de Mitrofànov (com el de l'esquerra, però amb el cavall negre a f3 en comptes de g2) es va trobar que tenia una falla: una miraculosa defensa que permetia el negre obtenir un escac continu o aconseguir un final de taules.
Corregit, segueix sent sensacionalment bonic. Tim Krabbé va escriure, "Seria el meu candidat per a l'estudi del mil·lenni'".
|   | a | b | c | d | e | f | g | h |   |
| 8 | a7 negres rei · a6 blanques peó · d6 negres alfil · g6 blanques peó · a5 blanques rei · b5 blanques peó · d5 blanques peó · e5 negres cavall · h5 blanques peó · e4 blanques torre · g2 negres cavall · h2 negres peó | a7 negres rei · a6 blanques peó · d6 negres alfil · g6 blanques peó · a5 blanques rei · b5 blanques peó · d5 blanques peó · e5 negres cavall · h5 blanques peó · e4 blanques torre · g2 negres cavall · h2 negres peó | a7 negres rei · a6 blanques peó · d6 negres alfil · g6 blanques peó · a5 blanques rei · b5 blanques peó · d5 blanques peó · e5 negres cavall · h5 blanques peó · e4 blanques torre · g2 negres cavall · h2 negres peó | a7 negres rei · a6 blanques peó · d6 negres alfil · g6 blanques peó · a5 blanques rei · b5 blanques peó · d5 blanques peó · e5 negres cavall · h5 blanques peó · e4 blanques torre · g2 negres cavall · h2 negres peó | a7 negres rei · a6 blanques peó · d6 negres alfil · g6 blanques peó · a5 blanques rei · b5 blanques peó · d5 blanques peó · e5 negres cavall · h5 blanques peó · e4 blanques torre · g2 negres cavall · h2 negres peó | a7 negres rei · a6 blanques peó · d6 negres alfil · g6 blanques peó · a5 blanques rei · b5 blanques peó · d5 blanques peó · e5 negres cavall · h5 blanques peó · e4 blanques torre · g2 negres cavall · h2 negres peó | a7 negres rei · a6 blanques peó · d6 negres alfil · g6 blanques peó · a5 blanques rei · b5 blanques peó · d5 blanques peó · e5 negres cavall · h5 blanques peó · e4 blanques torre · g2 negres cavall · h2 negres peó | a7 negres rei · a6 blanques peó · d6 negres alfil · g6 blanques peó · a5 blanques rei · b5 blanques peó · d5 blanques peó · e5 negres cavall · h5 blanques peó · e4 blanques torre · g2 negres cavall · h2 negres peó | 8 |
| 7 | a7 negres rei · a6 blanques peó · d6 negres alfil · g6 blanques peó · a5 blanques rei · b5 blanques peó · d5 blanques peó · e5 negres cavall · h5 blanques peó · e4 blanques torre · g2 negres cavall · h2 negres peó | a7 negres rei · a6 blanques peó · d6 negres alfil · g6 blanques peó · a5 blanques rei · b5 blanques peó · d5 blanques peó · e5 negres cavall · h5 blanques peó · e4 blanques torre · g2 negres cavall · h2 negres peó | a7 negres rei · a6 blanques peó · d6 negres alfil · g6 blanques peó · a5 blanques rei · b5 blanques peó · d5 blanques peó · e5 negres cavall · h5 blanques peó · e4 blanques torre · g2 negres cavall · h2 negres peó | a7 negres rei · a6 blanques peó · d6 negres alfil · g6 blanques peó · a5 blanques rei · b5 blanques peó · d5 blanques peó · e5 negres cavall · h5 blanques peó · e4 blanques torre · g2 negres cavall · h2 negres peó | a7 negres rei · a6 blanques peó · d6 negres alfil · g6 blanques peó · a5 blanques rei · b5 blanques peó · d5 blanques peó · e5 negres cavall · h5 blanques peó · e4 blanques torre · g2 negres cavall · h2 negres peó | a7 negres rei · a6 blanques peó · d6 negres alfil · g6 blanques peó · a5 blanques rei · b5 blanques peó · d5 blanques peó · e5 negres cavall · h5 blanques peó · e4 blanques torre · g2 negres cavall · h2 negres peó | a7 negres rei · a6 blanques peó · d6 negres alfil · g6 blanques peó · a5 blanques rei · b5 blanques peó · d5 blanques peó · e5 negres cavall · h5 blanques peó · e4 blanques torre · g2 negres cavall · h2 negres peó | a7 negres rei · a6 blanques peó · d6 negres alfil · g6 blanques peó · a5 blanques rei · b5 blanques peó · d5 blanques peó · e5 negres cavall · h5 blanques peó · e4 blanques torre · g2 negres cavall · h2 negres peó | 7 |
| 6 | a7 negres rei · a6 blanques peó · d6 negres alfil · g6 blanques peó · a5 blanques rei · b5 blanques peó · d5 blanques peó · e5 negres cavall · h5 blanques peó · e4 blanques torre · g2 negres cavall · h2 negres peó | a7 negres rei · a6 blanques peó · d6 negres alfil · g6 blanques peó · a5 blanques rei · b5 blanques peó · d5 blanques peó · e5 negres cavall · h5 blanques peó · e4 blanques torre · g2 negres cavall · h2 negres peó | a7 negres rei · a6 blanques peó · d6 negres alfil · g6 blanques peó · a5 blanques rei · b5 blanques peó · d5 blanques peó · e5 negres cavall · h5 blanques peó · e4 blanques torre · g2 negres cavall · h2 negres peó | a7 negres rei · a6 blanques peó · d6 negres alfil · g6 blanques peó · a5 blanques rei · b5 blanques peó · d5 blanques peó · e5 negres cavall · h5 blanques peó · e4 blanques torre · g2 negres cavall · h2 negres peó | a7 negres rei · a6 blanques peó · d6 negres alfil · g6 blanques peó · a5 blanques rei · b5 blanques peó · d5 blanques peó · e5 negres cavall · h5 blanques peó · e4 blanques torre · g2 negres cavall · h2 negres peó | a7 negres rei · a6 blanques peó · d6 negres alfil · g6 blanques peó · a5 blanques rei · b5 blanques peó · d5 blanques peó · e5 negres cavall · h5 blanques peó · e4 blanques torre · g2 negres cavall · h2 negres peó | a7 negres rei · a6 blanques peó · d6 negres alfil · g6 blanques peó · a5 blanques rei · b5 blanques peó · d5 blanques peó · e5 negres cavall · h5 blanques peó · e4 blanques torre · g2 negres cavall · h2 negres peó | a7 negres rei · a6 blanques peó · d6 negres alfil · g6 blanques peó · a5 blanques rei · b5 blanques peó · d5 blanques peó · e5 negres cavall · h5 blanques peó · e4 blanques torre · g2 negres cavall · h2 negres peó | 6 |
| 5 | a7 negres rei · a6 blanques peó · d6 negres alfil · g6 blanques peó · a5 blanques rei · b5 blanques peó · d5 blanques peó · e5 negres cavall · h5 blanques peó · e4 blanques torre · g2 negres cavall · h2 negres peó | a7 negres rei · a6 blanques peó · d6 negres alfil · g6 blanques peó · a5 blanques rei · b5 blanques peó · d5 blanques peó · e5 negres cavall · h5 blanques peó · e4 blanques torre · g2 negres cavall · h2 negres peó | a7 negres rei · a6 blanques peó · d6 negres alfil · g6 blanques peó · a5 blanques rei · b5 blanques peó · d5 blanques peó · e5 negres cavall · h5 blanques peó · e4 blanques torre · g2 negres cavall · h2 negres peó | a7 negres rei · a6 blanques peó · d6 negres alfil · g6 blanques peó · a5 blanques rei · b5 blanques peó · d5 blanques peó · e5 negres cavall · h5 blanques peó · e4 blanques torre · g2 negres cavall · h2 negres peó | a7 negres rei · a6 blanques peó · d6 negres alfil · g6 blanques peó · a5 blanques rei · b5 blanques peó · d5 blanques peó · e5 negres cavall · h5 blanques peó · e4 blanques torre · g2 negres cavall · h2 negres peó | a7 negres rei · a6 blanques peó · d6 negres alfil · g6 blanques peó · a5 blanques rei · b5 blanques peó · d5 blanques peó · e5 negres cavall · h5 blanques peó · e4 blanques torre · g2 negres cavall · h2 negres peó | a7 negres rei · a6 blanques peó · d6 negres alfil · g6 blanques peó · a5 blanques rei · b5 blanques peó · d5 blanques peó · e5 negres cavall · h5 blanques peó · e4 blanques torre · g2 negres cavall · h2 negres peó | a7 negres rei · a6 blanques peó · d6 negres alfil · g6 blanques peó · a5 blanques rei · b5 blanques peó · d5 blanques peó · e5 negres cavall · h5 blanques peó · e4 blanques torre · g2 negres cavall · h2 negres peó | 5 |
| 4 | a7 negres rei · a6 blanques peó · d6 negres alfil · g6 blanques peó · a5 blanques rei · b5 blanques peó · d5 blanques peó · e5 negres cavall · h5 blanques peó · e4 blanques torre · g2 negres cavall · h2 negres peó | a7 negres rei · a6 blanques peó · d6 negres alfil · g6 blanques peó · a5 blanques rei · b5 blanques peó · d5 blanques peó · e5 negres cavall · h5 blanques peó · e4 blanques torre · g2 negres cavall · h2 negres peó | a7 negres rei · a6 blanques peó · d6 negres alfil · g6 blanques peó · a5 blanques rei · b5 blanques peó · d5 blanques peó · e5 negres cavall · h5 blanques peó · e4 blanques torre · g2 negres cavall · h2 negres peó | a7 negres rei · a6 blanques peó · d6 negres alfil · g6 blanques peó · a5 blanques rei · b5 blanques peó · d5 blanques peó · e5 negres cavall · h5 blanques peó · e4 blanques torre · g2 negres cavall · h2 negres peó | a7 negres rei · a6 blanques peó · d6 negres alfil · g6 blanques peó · a5 blanques rei · b5 blanques peó · d5 blanques peó · e5 negres cavall · h5 blanques peó · e4 blanques torre · g2 negres cavall · h2 negres peó | a7 negres rei · a6 blanques peó · d6 negres alfil · g6 blanques peó · a5 blanques rei · b5 blanques peó · d5 blanques peó · e5 negres cavall · h5 blanques peó · e4 blanques torre · g2 negres cavall · h2 negres peó | a7 negres rei · a6 blanques peó · d6 negres alfil · g6 blanques peó · a5 blanques rei · b5 blanques peó · d5 blanques peó · e5 negres cavall · h5 blanques peó · e4 blanques torre · g2 negres cavall · h2 negres peó | a7 negres rei · a6 blanques peó · d6 negres alfil · g6 blanques peó · a5 blanques rei · b5 blanques peó · d5 blanques peó · e5 negres cavall · h5 blanques peó · e4 blanques torre · g2 negres cavall · h2 negres peó | 4 |
| 3 | a7 negres rei · a6 blanques peó · d6 negres alfil · g6 blanques peó · a5 blanques rei · b5 blanques peó · d5 blanques peó · e5 negres cavall · h5 blanques peó · e4 blanques torre · g2 negres cavall · h2 negres peó | a7 negres rei · a6 blanques peó · d6 negres alfil · g6 blanques peó · a5 blanques rei · b5 blanques peó · d5 blanques peó · e5 negres cavall · h5 blanques peó · e4 blanques torre · g2 negres cavall · h2 negres peó | a7 negres rei · a6 blanques peó · d6 negres alfil · g6 blanques peó · a5 blanques rei · b5 blanques peó · d5 blanques peó · e5 negres cavall · h5 blanques peó · e4 blanques torre · g2 negres cavall · h2 negres peó | a7 negres rei · a6 blanques peó · d6 negres alfil · g6 blanques peó · a5 blanques rei · b5 blanques peó · d5 blanques peó · e5 negres cavall · h5 blanques peó · e4 blanques torre · g2 negres cavall · h2 negres peó | a7 negres rei · a6 blanques peó · d6 negres alfil · g6 blanques peó · a5 blanques rei · b5 blanques peó · d5 blanques peó · e5 negres cavall · h5 blanques peó · e4 blanques torre · g2 negres cavall · h2 negres peó | a7 negres rei · a6 blanques peó · d6 negres alfil · g6 blanques peó · a5 blanques rei · b5 blanques peó · d5 blanques peó · e5 negres cavall · h5 blanques peó · e4 blanques torre · g2 negres cavall · h2 negres peó | a7 negres rei · a6 blanques peó · d6 negres alfil · g6 blanques peó · a5 blanques rei · b5 blanques peó · d5 blanques peó · e5 negres cavall · h5 blanques peó · e4 blanques torre · g2 negres cavall · h2 negres peó | a7 negres rei · a6 blanques peó · d6 negres alfil · g6 blanques peó · a5 blanques rei · b5 blanques peó · d5 blanques peó · e5 negres cavall · h5 blanques peó · e4 blanques torre · g2 negres cavall · h2 negres peó | 3 |
| 2 | a7 negres rei · a6 blanques peó · d6 negres alfil · g6 blanques peó · a5 blanques rei · b5 blanques peó · d5 blanques peó · e5 negres cavall · h5 blanques peó · e4 blanques torre · g2 negres cavall · h2 negres peó | a7 negres rei · a6 blanques peó · d6 negres alfil · g6 blanques peó · a5 blanques rei · b5 blanques peó · d5 blanques peó · e5 negres cavall · h5 blanques peó · e4 blanques torre · g2 negres cavall · h2 negres peó | a7 negres rei · a6 blanques peó · d6 negres alfil · g6 blanques peó · a5 blanques rei · b5 blanques peó · d5 blanques peó · e5 negres cavall · h5 blanques peó · e4 blanques torre · g2 negres cavall · h2 negres peó | a7 negres rei · a6 blanques peó · d6 negres alfil · g6 blanques peó · a5 blanques rei · b5 blanques peó · d5 blanques peó · e5 negres cavall · h5 blanques peó · e4 blanques torre · g2 negres cavall · h2 negres peó | a7 negres rei · a6 blanques peó · d6 negres alfil · g6 blanques peó · a5 blanques rei · b5 blanques peó · d5 blanques peó · e5 negres cavall · h5 blanques peó · e4 blanques torre · g2 negres cavall · h2 negres peó | a7 negres rei · a6 blanques peó · d6 negres alfil · g6 blanques peó · a5 blanques rei · b5 blanques peó · d5 blanques peó · e5 negres cavall · h5 blanques peó · e4 blanques torre · g2 negres cavall · h2 negres peó | a7 negres rei · a6 blanques peó · d6 negres alfil · g6 blanques peó · a5 blanques rei · b5 blanques peó · d5 blanques peó · e5 negres cavall · h5 blanques peó · e4 blanques torre · g2 negres cavall · h2 negres peó | a7 negres rei · a6 blanques peó · d6 negres alfil · g6 blanques peó · a5 blanques rei · b5 blanques peó · d5 blanques peó · e5 negres cavall · h5 blanques peó · e4 blanques torre · g2 negres cavall · h2 negres peó | 2 |
| 1 | a7 negres rei · a6 blanques peó · d6 negres alfil · g6 blanques peó · a5 blanques rei · b5 blanques peó · d5 blanques peó · e5 negres cavall · h5 blanques peó · e4 blanques torre · g2 negres cavall · h2 negres peó | a7 negres rei · a6 blanques peó · d6 negres alfil · g6 blanques peó · a5 blanques rei · b5 blanques peó · d5 blanques peó · e5 negres cavall · h5 blanques peó · e4 blanques torre · g2 negres cavall · h2 negres peó | a7 negres rei · a6 blanques peó · d6 negres alfil · g6 blanques peó · a5 blanques rei · b5 blanques peó · d5 blanques peó · e5 negres cavall · h5 blanques peó · e4 blanques torre · g2 negres cavall · h2 negres peó | a7 negres rei · a6 blanques peó · d6 negres alfil · g6 blanques peó · a5 blanques rei · b5 blanques peó · d5 blanques peó · e5 negres cavall · h5 blanques peó · e4 blanques torre · g2 negres cavall · h2 negres peó | a7 negres rei · a6 blanques peó · d6 negres alfil · g6 blanques peó · a5 blanques rei · b5 blanques peó · d5 blanques peó · e5 negres cavall · h5 blanques peó · e4 blanques torre · g2 negres cavall · h2 negres peó | a7 negres rei · a6 blanques peó · d6 negres alfil · g6 blanques peó · a5 blanques rei · b5 blanques peó · d5 blanques peó · e5 negres cavall · h5 blanques peó · e4 blanques torre · g2 negres cavall · h2 negres peó | a7 negres rei · a6 blanques peó · d6 negres alfil · g6 blanques peó · a5 blanques rei · b5 blanques peó · d5 blanques peó · e5 negres cavall · h5 blanques peó · e4 blanques torre · g2 negres cavall · h2 negres peó | a7 negres rei · a6 blanques peó · d6 negres alfil · g6 blanques peó · a5 blanques rei · b5 blanques peó · d5 blanques peó · e5 negres cavall · h5 blanques peó · e4 blanques torre · g2 negres cavall · h2 negres peó | 1 |
|   | a | b | c | d | e | f | g | h |   |

|   | a | b | c | d | e | f | g | h |   |
| 8 | a8 negres rei · b8 negres alfil · g8 blanques dama · a7 blanques peó · b6 blanques peó · c6 blanques peó · a5 blanques rei · h5 negres dama · e1 negres cavall | a8 negres rei · b8 negres alfil · g8 blanques dama · a7 blanques peó · b6 blanques peó · c6 blanques peó · a5 blanques rei · h5 negres dama · e1 negres cavall | a8 negres rei · b8 negres alfil · g8 blanques dama · a7 blanques peó · b6 blanques peó · c6 blanques peó · a5 blanques rei · h5 negres dama · e1 negres cavall | a8 negres rei · b8 negres alfil · g8 blanques dama · a7 blanques peó · b6 blanques peó · c6 blanques peó · a5 blanques rei · h5 negres dama · e1 negres cavall | a8 negres rei · b8 negres alfil · g8 blanques dama · a7 blanques peó · b6 blanques peó · c6 blanques peó · a5 blanques rei · h5 negres dama · e1 negres cavall | a8 negres rei · b8 negres alfil · g8 blanques dama · a7 blanques peó · b6 blanques peó · c6 blanques peó · a5 blanques rei · h5 negres dama · e1 negres cavall | a8 negres rei · b8 negres alfil · g8 blanques dama · a7 blanques peó · b6 blanques peó · c6 blanques peó · a5 blanques rei · h5 negres dama · e1 negres cavall | a8 negres rei · b8 negres alfil · g8 blanques dama · a7 blanques peó · b6 blanques peó · c6 blanques peó · a5 blanques rei · h5 negres dama · e1 negres cavall | 8 |
| 7 | a8 negres rei · b8 negres alfil · g8 blanques dama · a7 blanques peó · b6 blanques peó · c6 blanques peó · a5 blanques rei · h5 negres dama · e1 negres cavall | a8 negres rei · b8 negres alfil · g8 blanques dama · a7 blanques peó · b6 blanques peó · c6 blanques peó · a5 blanques rei · h5 negres dama · e1 negres cavall | a8 negres rei · b8 negres alfil · g8 blanques dama · a7 blanques peó · b6 blanques peó · c6 blanques peó · a5 blanques rei · h5 negres dama · e1 negres cavall | a8 negres rei · b8 negres alfil · g8 blanques dama · a7 blanques peó · b6 blanques peó · c6 blanques peó · a5 blanques rei · h5 negres dama · e1 negres cavall | a8 negres rei · b8 negres alfil · g8 blanques dama · a7 blanques peó · b6 blanques peó · c6 blanques peó · a5 blanques rei · h5 negres dama · e1 negres cavall | a8 negres rei · b8 negres alfil · g8 blanques dama · a7 blanques peó · b6 blanques peó · c6 blanques peó · a5 blanques rei · h5 negres dama · e1 negres cavall | a8 negres rei · b8 negres alfil · g8 blanques dama · a7 blanques peó · b6 blanques peó · c6 blanques peó · a5 blanques rei · h5 negres dama · e1 negres cavall | a8 negres rei · b8 negres alfil · g8 blanques dama · a7 blanques peó · b6 blanques peó · c6 blanques peó · a5 blanques rei · h5 negres dama · e1 negres cavall | 7 |
| 6 | a8 negres rei · b8 negres alfil · g8 blanques dama · a7 blanques peó · b6 blanques peó · c6 blanques peó · a5 blanques rei · h5 negres dama · e1 negres cavall | a8 negres rei · b8 negres alfil · g8 blanques dama · a7 blanques peó · b6 blanques peó · c6 blanques peó · a5 blanques rei · h5 negres dama · e1 negres cavall | a8 negres rei · b8 negres alfil · g8 blanques dama · a7 blanques peó · b6 blanques peó · c6 blanques peó · a5 blanques rei · h5 negres dama · e1 negres cavall | a8 negres rei · b8 negres alfil · g8 blanques dama · a7 blanques peó · b6 blanques peó · c6 blanques peó · a5 blanques rei · h5 negres dama · e1 negres cavall | a8 negres rei · b8 negres alfil · g8 blanques dama · a7 blanques peó · b6 blanques peó · c6 blanques peó · a5 blanques rei · h5 negres dama · e1 negres cavall | a8 negres rei · b8 negres alfil · g8 blanques dama · a7 blanques peó · b6 blanques peó · c6 blanques peó · a5 blanques rei · h5 negres dama · e1 negres cavall | a8 negres rei · b8 negres alfil · g8 blanques dama · a7 blanques peó · b6 blanques peó · c6 blanques peó · a5 blanques rei · h5 negres dama · e1 negres cavall | a8 negres rei · b8 negres alfil · g8 blanques dama · a7 blanques peó · b6 blanques peó · c6 blanques peó · a5 blanques rei · h5 negres dama · e1 negres cavall | 6 |
| 5 | a8 negres rei · b8 negres alfil · g8 blanques dama · a7 blanques peó · b6 blanques peó · c6 blanques peó · a5 blanques rei · h5 negres dama · e1 negres cavall | a8 negres rei · b8 negres alfil · g8 blanques dama · a7 blanques peó · b6 blanques peó · c6 blanques peó · a5 blanques rei · h5 negres dama · e1 negres cavall | a8 negres rei · b8 negres alfil · g8 blanques dama · a7 blanques peó · b6 blanques peó · c6 blanques peó · a5 blanques rei · h5 negres dama · e1 negres cavall | a8 negres rei · b8 negres alfil · g8 blanques dama · a7 blanques peó · b6 blanques peó · c6 blanques peó · a5 blanques rei · h5 negres dama · e1 negres cavall | a8 negres rei · b8 negres alfil · g8 blanques dama · a7 blanques peó · b6 blanques peó · c6 blanques peó · a5 blanques rei · h5 negres dama · e1 negres cavall | a8 negres rei · b8 negres alfil · g8 blanques dama · a7 blanques peó · b6 blanques peó · c6 blanques peó · a5 blanques rei · h5 negres dama · e1 negres cavall | a8 negres rei · b8 negres alfil · g8 blanques dama · a7 blanques peó · b6 blanques peó · c6 blanques peó · a5 blanques rei · h5 negres dama · e1 negres cavall | a8 negres rei · b8 negres alfil · g8 blanques dama · a7 blanques peó · b6 blanques peó · c6 blanques peó · a5 blanques rei · h5 negres dama · e1 negres cavall | 5 |
| 4 | a8 negres rei · b8 negres alfil · g8 blanques dama · a7 blanques peó · b6 blanques peó · c6 blanques peó · a5 blanques rei · h5 negres dama · e1 negres cavall | a8 negres rei · b8 negres alfil · g8 blanques dama · a7 blanques peó · b6 blanques peó · c6 blanques peó · a5 blanques rei · h5 negres dama · e1 negres cavall | a8 negres rei · b8 negres alfil · g8 blanques dama · a7 blanques peó · b6 blanques peó · c6 blanques peó · a5 blanques rei · h5 negres dama · e1 negres cavall | a8 negres rei · b8 negres alfil · g8 blanques dama · a7 blanques peó · b6 blanques peó · c6 blanques peó · a5 blanques rei · h5 negres dama · e1 negres cavall | a8 negres rei · b8 negres alfil · g8 blanques dama · a7 blanques peó · b6 blanques peó · c6 blanques peó · a5 blanques rei · h5 negres dama · e1 negres cavall | a8 negres rei · b8 negres alfil · g8 blanques dama · a7 blanques peó · b6 blanques peó · c6 blanques peó · a5 blanques rei · h5 negres dama · e1 negres cavall | a8 negres rei · b8 negres alfil · g8 blanques dama · a7 blanques peó · b6 blanques peó · c6 blanques peó · a5 blanques rei · h5 negres dama · e1 negres cavall | a8 negres rei · b8 negres alfil · g8 blanques dama · a7 blanques peó · b6 blanques peó · c6 blanques peó · a5 blanques rei · h5 negres dama · e1 negres cavall | 4 |
| 3 | a8 negres rei · b8 negres alfil · g8 blanques dama · a7 blanques peó · b6 blanques peó · c6 blanques peó · a5 blanques rei · h5 negres dama · e1 negres cavall | a8 negres rei · b8 negres alfil · g8 blanques dama · a7 blanques peó · b6 blanques peó · c6 blanques peó · a5 blanques rei · h5 negres dama · e1 negres cavall | a8 negres rei · b8 negres alfil · g8 blanques dama · a7 blanques peó · b6 blanques peó · c6 blanques peó · a5 blanques rei · h5 negres dama · e1 negres cavall | a8 negres rei · b8 negres alfil · g8 blanques dama · a7 blanques peó · b6 blanques peó · c6 blanques peó · a5 blanques rei · h5 negres dama · e1 negres cavall | a8 negres rei · b8 negres alfil · g8 blanques dama · a7 blanques peó · b6 blanques peó · c6 blanques peó · a5 blanques rei · h5 negres dama · e1 negres cavall | a8 negres rei · b8 negres alfil · g8 blanques dama · a7 blanques peó · b6 blanques peó · c6 blanques peó · a5 blanques rei · h5 negres dama · e1 negres cavall | a8 negres rei · b8 negres alfil · g8 blanques dama · a7 blanques peó · b6 blanques peó · c6 blanques peó · a5 blanques rei · h5 negres dama · e1 negres cavall | a8 negres rei · b8 negres alfil · g8 blanques dama · a7 blanques peó · b6 blanques peó · c6 blanques peó · a5 blanques rei · h5 negres dama · e1 negres cavall | 3 |
| 2 | a8 negres rei · b8 negres alfil · g8 blanques dama · a7 blanques peó · b6 blanques peó · c6 blanques peó · a5 blanques rei · h5 negres dama · e1 negres cavall | a8 negres rei · b8 negres alfil · g8 blanques dama · a7 blanques peó · b6 blanques peó · c6 blanques peó · a5 blanques rei · h5 negres dama · e1 negres cavall | a8 negres rei · b8 negres alfil · g8 blanques dama · a7 blanques peó · b6 blanques peó · c6 blanques peó · a5 blanques rei · h5 negres dama · e1 negres cavall | a8 negres rei · b8 negres alfil · g8 blanques dama · a7 blanques peó · b6 blanques peó · c6 blanques peó · a5 blanques rei · h5 negres dama · e1 negres cavall | a8 negres rei · b8 negres alfil · g8 blanques dama · a7 blanques peó · b6 blanques peó · c6 blanques peó · a5 blanques rei · h5 negres dama · e1 negres cavall | a8 negres rei · b8 negres alfil · g8 blanques dama · a7 blanques peó · b6 blanques peó · c6 blanques peó · a5 blanques rei · h5 negres dama · e1 negres cavall | a8 negres rei · b8 negres alfil · g8 blanques dama · a7 blanques peó · b6 blanques peó · c6 blanques peó · a5 blanques rei · h5 negres dama · e1 negres cavall | a8 negres rei · b8 negres alfil · g8 blanques dama · a7 blanques peó · b6 blanques peó · c6 blanques peó · a5 blanques rei · h5 negres dama · e1 negres cavall | 2 |
| 1 | a8 negres rei · b8 negres alfil · g8 blanques dama · a7 blanques peó · b6 blanques peó · c6 blanques peó · a5 blanques rei · h5 negres dama · e1 negres cavall | a8 negres rei · b8 negres alfil · g8 blanques dama · a7 blanques peó · b6 blanques peó · c6 blanques peó · a5 blanques rei · h5 negres dama · e1 negres cavall | a8 negres rei · b8 negres alfil · g8 blanques dama · a7 blanques peó · b6 blanques peó · c6 blanques peó · a5 blanques rei · h5 negres dama · e1 negres cavall | a8 negres rei · b8 negres alfil · g8 blanques dama · a7 blanques peó · b6 blanques peó · c6 blanques peó · a5 blanques rei · h5 negres dama · e1 negres cavall | a8 negres rei · b8 negres alfil · g8 blanques dama · a7 blanques peó · b6 blanques peó · c6 blanques peó · a5 blanques rei · h5 negres dama · e1 negres cavall | a8 negres rei · b8 negres alfil · g8 blanques dama · a7 blanques peó · b6 blanques peó · c6 blanques peó · a5 blanques rei · h5 negres dama · e1 negres cavall | a8 negres rei · b8 negres alfil · g8 blanques dama · a7 blanques peó · b6 blanques peó · c6 blanques peó · a5 blanques rei · h5 negres dama · e1 negres cavall | a8 negres rei · b8 negres alfil · g8 blanques dama · a7 blanques peó · b6 blanques peó · c6 blanques peó · a5 blanques rei · h5 negres dama · e1 negres cavall | 1 |
|   | a | b | c | d | e | f | g | h |   |

Partint de la posició de dalt a l'esquerra:
1.b6+ Ra8Permet que l'alfil negre s'interposi a b8 després que les blanques coronin el peó-g.
Si 1...Rb8, llavors 2.g7 Rc8 3.g8(D)+ Rd7 4.De6+ Rd8 5.Dxd6+ Re8 6.Txe5+ Rf7 7.Dg6+ Rf8 8.Te8#.
2.Te1!Sacrifica la torre per evitar escacs per la primera fila per part de la dama negra que aviat apareixerà a h1.
Si 2.g7, llavors 2...h1=D fa taules; qualsevol altre segon moviment perd per les blanques.
2...Cxe1Si 2...Cc4+, llavors 3.Rb5 guanyant.
3.g7 h1(D)Si 3...Cc4+, llavors 4.Rb5 h1(D) 5.g8(D)+ Ab8 6.a7 Dh2 (6...Cd6+ 7.Rc6 Qxd5+ 8.Rxd5 Rb7 9.axb8(D)+ Ra6 10.Rxd6 Rb5 11.Db3+ Ra6 12.Da8#) 7.axb8(D)+ Dxb8 8.Dxb8+ Rxb8 9.Rxc4 +-) Ca3+ 7.Rc6 Dh2 8.axb8(D)+ Dxb8 9.b7+ Ra7 10.Dg1+ Ra6 11.Db6#.
4.g8(D)+ Ab8
5.a7 Cc6+Com que 5...Dxd5+? es trobaria amb 6.Dxd5 Cc6+ 7.Dxc6#, les negres han de sacrificar el cavall per tal de permetre que la dama pugui entrar amb escac.
5...Cd7 es refuta amb 6.De6 Cc5 7.axb8(D)+ Rxb8 8.Dd6+ Ra8 9.Dd8+ Rb7 10.Dc7+ Ra8 11.Da7#.
6.dxc6 Dxh5+(vegeu la posició de dalt a la dreta) I ara què? Si 7. Ra4 Dh4+ o bé 7.Ra6 De2+ o 7.Rb4 Dh4+, i les negres seguirien fent escacs.
7.Dg5!!Una concepció meravellosa de Mitrofànov. Havent sacrificat primer una torre per evitar escacs a la primera horitzontal per part de la dama negra, ara les blanques sacrifiquen la dama, amb escacs, només per evitar escacs diagonals de la dama negra. A primera vista, la jugada sembla un error d'impremta. Veient aquest moviment, el GM Leonid Yudasin va exclamar, segons testimonis: "Què?! S'entrega la dama per res – i amb escac!" Victor Charusin, un Mestre Internacional de la ICCF i autor del llibre Mitrofanov's Deflection, el va anomenar "un moviment d'un altre món." Krabbé observa: "Les blanques deixen l'amenaça de mat, basada en la clavada [de l'alfil de b8], deixa que la seva dama sigui capturada per res i amb escacs, queda amb uns pocs peons contra dama, alfil i cavall – i guanyen."
7...Dxg5+7...De8 8.b7+! Rxa7 9.Dc5#
8.Ra6Amenaça 9.b7#
8...Axa7Si 8...Db5+, llavors 9.Rxb5 Cc2 10.c7! Ca3+ (o 10...Cd4+) 11.Ra6 i mat a la següent.
Si 8...Da5+, llavors 9.Rxa5 axa7 10.c7!! i el mètode guanyador és el mateix que el mostrat a la línia principal.
Després de 8...Axa7, 9.b7+? només entaula (9...Rb8 10.c7+ Rxc7 11.b8(D)+ = (11...A(R)xb8 és ofegat)) i després de 9.bxa7?? Dc5 és mat en 4.
9.c7!!(vegeu el diagrama a sota) Una posició increïble. Les negres, amb una dama, un alfil, i un cavall contra els dos peons passats i lligats de les blanques, no tenen esperança davant les dues amenaces de 10.b7# i 10.c8(D)+. Cal notar que si la dama estigués en qualsevol altra casella del tauler les negres podrien guanyar fàcilment. Només a g5 les negres no tenen escacs que no perdin la dama.
9...Da5+9...Dd5 10.c8(D)+ Ab8 11.b7+ Dxb7+ 12.Dxb7# i 9...Dg6 10.c8(D)+ Ab8 11.Db7# perden encara més ràpidament.
10.Rxa5 Rb7Tots els altres moviments de les negres porten al mat en dos. La naturalesa paradòxica d'aquest problema queda destacada pel fet que les negres estan perdent a causa de tenir dues peces menors. Sense el cavall, les negres farien taules amb 10...Axb6+ 11.Rxb6 ofegat; sense l'alfil, farien taules amb 10...Rb7 seguit de Cd3-e5-d7xb6.
11.bxa7 1-0Un dels peons coronarà; les blanques fan mat en (com a màxim) 11 moviments més.
|   | a | b | c | d | e | f | g | h |   |
| 8 | a8 negres rei · a7 negres alfil · c7 blanques peó · a6 blanques rei · b6 blanques peó · g5 negres dama · e1 negres cavall | a8 negres rei · a7 negres alfil · c7 blanques peó · a6 blanques rei · b6 blanques peó · g5 negres dama · e1 negres cavall | a8 negres rei · a7 negres alfil · c7 blanques peó · a6 blanques rei · b6 blanques peó · g5 negres dama · e1 negres cavall | a8 negres rei · a7 negres alfil · c7 blanques peó · a6 blanques rei · b6 blanques peó · g5 negres dama · e1 negres cavall | a8 negres rei · a7 negres alfil · c7 blanques peó · a6 blanques rei · b6 blanques peó · g5 negres dama · e1 negres cavall | a8 negres rei · a7 negres alfil · c7 blanques peó · a6 blanques rei · b6 blanques peó · g5 negres dama · e1 negres cavall | a8 negres rei · a7 negres alfil · c7 blanques peó · a6 blanques rei · b6 blanques peó · g5 negres dama · e1 negres cavall | a8 negres rei · a7 negres alfil · c7 blanques peó · a6 blanques rei · b6 blanques peó · g5 negres dama · e1 negres cavall | 8 |
| 7 | a8 negres rei · a7 negres alfil · c7 blanques peó · a6 blanques rei · b6 blanques peó · g5 negres dama · e1 negres cavall | a8 negres rei · a7 negres alfil · c7 blanques peó · a6 blanques rei · b6 blanques peó · g5 negres dama · e1 negres cavall | a8 negres rei · a7 negres alfil · c7 blanques peó · a6 blanques rei · b6 blanques peó · g5 negres dama · e1 negres cavall | a8 negres rei · a7 negres alfil · c7 blanques peó · a6 blanques rei · b6 blanques peó · g5 negres dama · e1 negres cavall | a8 negres rei · a7 negres alfil · c7 blanques peó · a6 blanques rei · b6 blanques peó · g5 negres dama · e1 negres cavall | a8 negres rei · a7 negres alfil · c7 blanques peó · a6 blanques rei · b6 blanques peó · g5 negres dama · e1 negres cavall | a8 negres rei · a7 negres alfil · c7 blanques peó · a6 blanques rei · b6 blanques peó · g5 negres dama · e1 negres cavall | a8 negres rei · a7 negres alfil · c7 blanques peó · a6 blanques rei · b6 blanques peó · g5 negres dama · e1 negres cavall | 7 |
| 6 | a8 negres rei · a7 negres alfil · c7 blanques peó · a6 blanques rei · b6 blanques peó · g5 negres dama · e1 negres cavall | a8 negres rei · a7 negres alfil · c7 blanques peó · a6 blanques rei · b6 blanques peó · g5 negres dama · e1 negres cavall | a8 negres rei · a7 negres alfil · c7 blanques peó · a6 blanques rei · b6 blanques peó · g5 negres dama · e1 negres cavall | a8 negres rei · a7 negres alfil · c7 blanques peó · a6 blanques rei · b6 blanques peó · g5 negres dama · e1 negres cavall | a8 negres rei · a7 negres alfil · c7 blanques peó · a6 blanques rei · b6 blanques peó · g5 negres dama · e1 negres cavall | a8 negres rei · a7 negres alfil · c7 blanques peó · a6 blanques rei · b6 blanques peó · g5 negres dama · e1 negres cavall | a8 negres rei · a7 negres alfil · c7 blanques peó · a6 blanques rei · b6 blanques peó · g5 negres dama · e1 negres cavall | a8 negres rei · a7 negres alfil · c7 blanques peó · a6 blanques rei · b6 blanques peó · g5 negres dama · e1 negres cavall | 6 |
| 5 | a8 negres rei · a7 negres alfil · c7 blanques peó · a6 blanques rei · b6 blanques peó · g5 negres dama · e1 negres cavall | a8 negres rei · a7 negres alfil · c7 blanques peó · a6 blanques rei · b6 blanques peó · g5 negres dama · e1 negres cavall | a8 negres rei · a7 negres alfil · c7 blanques peó · a6 blanques rei · b6 blanques peó · g5 negres dama · e1 negres cavall | a8 negres rei · a7 negres alfil · c7 blanques peó · a6 blanques rei · b6 blanques peó · g5 negres dama · e1 negres cavall | a8 negres rei · a7 negres alfil · c7 blanques peó · a6 blanques rei · b6 blanques peó · g5 negres dama · e1 negres cavall | a8 negres rei · a7 negres alfil · c7 blanques peó · a6 blanques rei · b6 blanques peó · g5 negres dama · e1 negres cavall | a8 negres rei · a7 negres alfil · c7 blanques peó · a6 blanques rei · b6 blanques peó · g5 negres dama · e1 negres cavall | a8 negres rei · a7 negres alfil · c7 blanques peó · a6 blanques rei · b6 blanques peó · g5 negres dama · e1 negres cavall | 5 |
| 4 | a8 negres rei · a7 negres alfil · c7 blanques peó · a6 blanques rei · b6 blanques peó · g5 negres dama · e1 negres cavall | a8 negres rei · a7 negres alfil · c7 blanques peó · a6 blanques rei · b6 blanques peó · g5 negres dama · e1 negres cavall | a8 negres rei · a7 negres alfil · c7 blanques peó · a6 blanques rei · b6 blanques peó · g5 negres dama · e1 negres cavall | a8 negres rei · a7 negres alfil · c7 blanques peó · a6 blanques rei · b6 blanques peó · g5 negres dama · e1 negres cavall | a8 negres rei · a7 negres alfil · c7 blanques peó · a6 blanques rei · b6 blanques peó · g5 negres dama · e1 negres cavall | a8 negres rei · a7 negres alfil · c7 blanques peó · a6 blanques rei · b6 blanques peó · g5 negres dama · e1 negres cavall | a8 negres rei · a7 negres alfil · c7 blanques peó · a6 blanques rei · b6 blanques peó · g5 negres dama · e1 negres cavall | a8 negres rei · a7 negres alfil · c7 blanques peó · a6 blanques rei · b6 blanques peó · g5 negres dama · e1 negres cavall | 4 |
| 3 | a8 negres rei · a7 negres alfil · c7 blanques peó · a6 blanques rei · b6 blanques peó · g5 negres dama · e1 negres cavall | a8 negres rei · a7 negres alfil · c7 blanques peó · a6 blanques rei · b6 blanques peó · g5 negres dama · e1 negres cavall | a8 negres rei · a7 negres alfil · c7 blanques peó · a6 blanques rei · b6 blanques peó · g5 negres dama · e1 negres cavall | a8 negres rei · a7 negres alfil · c7 blanques peó · a6 blanques rei · b6 blanques peó · g5 negres dama · e1 negres cavall | a8 negres rei · a7 negres alfil · c7 blanques peó · a6 blanques rei · b6 blanques peó · g5 negres dama · e1 negres cavall | a8 negres rei · a7 negres alfil · c7 blanques peó · a6 blanques rei · b6 blanques peó · g5 negres dama · e1 negres cavall | a8 negres rei · a7 negres alfil · c7 blanques peó · a6 blanques rei · b6 blanques peó · g5 negres dama · e1 negres cavall | a8 negres rei · a7 negres alfil · c7 blanques peó · a6 blanques rei · b6 blanques peó · g5 negres dama · e1 negres cavall | 3 |
| 2 | a8 negres rei · a7 negres alfil · c7 blanques peó · a6 blanques rei · b6 blanques peó · g5 negres dama · e1 negres cavall | a8 negres rei · a7 negres alfil · c7 blanques peó · a6 blanques rei · b6 blanques peó · g5 negres dama · e1 negres cavall | a8 negres rei · a7 negres alfil · c7 blanques peó · a6 blanques rei · b6 blanques peó · g5 negres dama · e1 negres cavall | a8 negres rei · a7 negres alfil · c7 blanques peó · a6 blanques rei · b6 blanques peó · g5 negres dama · e1 negres cavall | a8 negres rei · a7 negres alfil · c7 blanques peó · a6 blanques rei · b6 blanques peó · g5 negres dama · e1 negres cavall | a8 negres rei · a7 negres alfil · c7 blanques peó · a6 blanques rei · b6 blanques peó · g5 negres dama · e1 negres cavall | a8 negres rei · a7 negres alfil · c7 blanques peó · a6 blanques rei · b6 blanques peó · g5 negres dama · e1 negres cavall | a8 negres rei · a7 negres alfil · c7 blanques peó · a6 blanques rei · b6 blanques peó · g5 negres dama · e1 negres cavall | 2 |
| 1 | a8 negres rei · a7 negres alfil · c7 blanques peó · a6 blanques rei · b6 blanques peó · g5 negres dama · e1 negres cavall | a8 negres rei · a7 negres alfil · c7 blanques peó · a6 blanques rei · b6 blanques peó · g5 negres dama · e1 negres cavall | a8 negres rei · a7 negres alfil · c7 blanques peó · a6 blanques rei · b6 blanques peó · g5 negres dama · e1 negres cavall | a8 negres rei · a7 negres alfil · c7 blanques peó · a6 blanques rei · b6 blanques peó · g5 negres dama · e1 negres cavall | a8 negres rei · a7 negres alfil · c7 blanques peó · a6 blanques rei · b6 blanques peó · g5 negres dama · e1 negres cavall | a8 negres rei · a7 negres alfil · c7 blanques peó · a6 blanques rei · b6 blanques peó · g5 negres dama · e1 negres cavall | a8 negres rei · a7 negres alfil · c7 blanques peó · a6 blanques rei · b6 blanques peó · g5 negres dama · e1 negres cavall | a8 negres rei · a7 negres alfil · c7 blanques peó · a6 blanques rei · b6 blanques peó · g5 negres dama · e1 negres cavall | 1 |
|   | a | b | c | d | e | f | g | h |   |